# Alperton (metropolitana di Londra)
Alperton è una stazione della metropolitana di Londra situata nel borgo londinese di Brent. È servita dalla linea Piccadilly (diramazione per Uxbridge) e si trova fra le stazioni di Sudbury Town e Park Royal. È compresa all'interno della Travelcard Zone 4.

## Storia
Fu aperta il 28 giugno 1903 come Perivale Alperton station ma fu rinominata Alperton il 7 ottobre 1910. La stazione faceva inizialmente parte della linea District, sulla sua nuova estensione con un tratto di binario elettrificato che andava dalla stazione di Park Royal & Twyford Abbey fino a South Harrow. Questa nuova estensione, insieme con il tratto fino a Acton Town, fu la prima sezione delle linee di superficie della metropolitana a passare dalla trazione a vapore a quella elettrica. Le altre linee di profondità già aperte all'epoca erano state progettate fin dall'inizio per la propulsione elettrica.
Il 4 luglio 1932, in concomitanza con l'estensione della Piccadilly fino a South Harrow, Alperton cambiò di linea, passando dalla gestione della linea District alla linea Piccadilly.
L'edificio originale della stazione era una piccola struttura in legno costruita nel 1910. Fra il 1930 e il 1931 fu demolita e rimpiazzata da una nuova stazione, in previsione del passaggio dalla linea District alla Piccadilly. La nuova stazione fu progettata dall'architetto Charles Holden in un moderno stile europeo, con l'uso di mattoni, cemento armato e vetro. Come altre stazioni progettate da Holden su questo tratto della linea Piccadilly, Alperton presenta un atrio biglietteria alto e squadrato, che si eleva sopra una bassa struttura orizzontale che contiene uffici della stazione e negozi. I muri di mattoni della biglietteria sono punteggiati di finestre a cleristorio e la struttura è sormontata da un tetto piatto in cemento armato.
Alperton un tempo era insieme a Greenford (situata sulla linea Central) una delle uniche due stazioni ad avere una scala mobile che portasse i passeggeri in alto verso le banchine. Una scala mobile per la banchina in direzione est fu installata nel 1955. Originariamente era stata utilizzata nella mostra allestita sulla South Bank del Tamigi in occasione del Festival of Britain. La scala mobile cessò di essere utilizzata nel 1988; il macchinario si trova ancora nella stazione, ma è stato murato nel 1990.
La stazione è stata ristrutturata nel 2006.

## Incidenti
Il 2 marzo 1944, durante la Seconda guerra mondiale, danni dovuti a un bombardamento nei pressi di Alperton bloccarono la linea Piccadilly fino a Uxbridge.

## Interscambi
Nelle vicinanze della stazione effettuano fermata alcune linee urbane automobilistiche, gestite da London Buses.